# Mollina
Mollina es un municipio español de la comarca de Antequera (Málaga), en la comunidad autónoma de Andalucía.

## Geografía
Integrado en la comarca de Antequera, se sitúa a 68 kilómetros de la capital provincial. El término municipal está atravesado por la autovía A-92, entre los pK 136 y 144, y por carreteras locales que permiten la comunicación con los municipios vecinos de Humilladero, Antequera y Alameda. 
Sus tierras por lo general son poco accidentadas, con la excepción de la llamada sierra de Mollina, que tampoco presenta importantes desniveles, aunque su punto máximo llega a los 798 metros. Fuera de esta sierra, que se encuentra cubierta principalmente por vegetación de monte bajo, el resto del municipio está ocupado por campos de olivar y cereal, así como abundantes viñas. La altitud oscila por tanto entre los 798 metros en la sierra y los 412 metros en el extremo sur. El pueblo se alza a 479 metros sobre el nivel del mar. 
Poblaciones limítrofes:
| Noroeste: Humilladero | Norte: Alameda   | Noreste: Antequera |
| Oeste: Humilladero    |                  | Este: Antequera    |
| Suroeste: Humilladero | Sur: Humilladero | Sureste: Antequera |

## Historia
Los primeros pobladores de estas tierras aparecen ya en el Neolítico a juzgar por los restos arqueológicos encontrados en la Sierra de la Camorra, a las afueras del término municipal. Allí, en la Cueva de las Goteras y en la de la Higuera ha aparecido material lítico. En otra cueva, la de Los Porqueros también se han encontrado pinturas rupestres representando figuras humanas esquemáticas. Así mismo han aparecido restos neolíticos en los parajes denominados Cerro de la Fuente y Cerro de las Viñas. Una de sus cavidades más destacadas y de fácil recorrido, es la Cueva de los Órganos. En total, la sierra cuenta con 32 cuevas.
De la época romana se conserva un mausoleo-templete en el Cortijo de La Capuchina y un fuerte, el castillo del Capiruzón, único en Andalucía con esas características, en el paraje de Santillán. No tenemos noticias de lo que ocurrió aquí durante la Edad Media, tan solo conocemos los restos de una torre vigía en el Cerro de la Fuente, de la que aún pueden verse sus cimientos de forma circular.
Tras la conquista cristiana empezaron los repartos de las tierras entre los vencedores y la repoblación con cristianos. Por la zona de Torre Molina, donde ahora se asienta el pueblo, quedó un trozo grande sin repartir, que se entrega al Cabildo de la ciudad de Antequera. Este trozo será llamado Cortijo de la Ciudad, y con una extensión de 1.816 fanegas se reparte entre los nuevos colonos en 1575, dando así origen a la fundación del pueblo actual. Poco tiempo después del reparto se crea la primera parroquia, que se amplía en 1687, cuando el pueblo contaba ya con 200 habitantes.
En esta época, Humilladero dependía de la parroquia de Mollina, de la que se independiza a final de siglo.
En 2017, se inaugura el Museo de Belenes más grande del planeta. En él se acumulan 60 belenes, ambientados en diferentes épocas y/o lugares.

### Nacimiento como municipio
Mollina nace como municipio a principios del siglo XIX, segregándose de Antequera en virtud de la disposición de la Constitución de 1812 que decía que los pueblos de más de 1000 habitantes debían tener Ayuntamiento propio. El primer acta del Ayuntamiento de Mollina es del 9 de junio de 1820. 
Quedan restos del castillo de origen romano, situado a varios kilómetros del casco urbano, al pie de la sierra de La Camorra. Son de interés la iglesia de Nuestra Señora de la Oliva, de finales del siglo XVII, y el convento de la Ascensión, del siglo XVIII, con una entrada principal de estilo barroco y un patio interior con capilla espadaña. El pueblo es de calles rectas y largas, con típicas casas encaladas y con rejas en las ventanas.
En el municipio existen bastantes lugares de interés arqueológico que se han citado en la parte de historia y otros más que sobresalen por ser parajes pintorescos, de interés espeleológico o turístico. Así, para la espeleología están las cuevas de Almirez, de la Higuera, de la Rosa Chica y de los Órganos.

## Geografía humana

### Demografía
Cuenta con una población de 5449 habitantes (INE 2024).
| Gráfica de evolución demográfica de Mollina entre 1842 y 2021                                                         |
| |
| Población de derecho según los censos de población del INE. Población de hecho según los censos de población del INE. |

### Economía

#### Evolución de la deuda viva municipal
El concepto de deuda viva contempla sólo las deudas con cajas y bancos relativas a créditos financieros, valores de renta fija y préstamos o créditos transferidos a terceros, excluyéndose, por tanto, la deuda comercial.
| Gráfica de evolución de la deuda viva del Ayuntamiento de Mollina entre 2008 y 2023                |
| |
| Deuda viva del Ayuntamiento de Mollina, en miles de euros, según datos del Ministerio de Hacienda. |

## Política y administración
La administración política del municipio se realiza a través de un Ayuntamiento de gestión democrática cuyos componentes se eligen cada cuatro años por sufragio universal. El censo electoral está compuesto por todos los residentes empadronados en Mollina mayores de 18 años y nacionales de España y de los restantes Estados miembros de la Unión Europea. Según lo dispuesto en la Ley del Régimen Electoral General, que establece el número de concejales elegibles en función de la población del municipio, la Corporación Municipal de Mollina está formada por 13 concejales. 
En la legislatura vigente (2023-2027), el Partido Socialista Obrero Español de Andalucía (PSOE-A) posee la mayoría absoluta con 8 concejales, mientras que el Partido Popular Andaluz (PP) tiene 4 concejales (arrebatándole un concejal al PSOE-A con respecto a la anterior legislatura) y el partido local Mollina SI tiene 1 concejal, igualando el resultado de la legislatura anterior.
| Alcalde                              | Inicio del mandato | Fin del mandato | Partido                                                         | Anotaciones                                |
| Gerardo Fernández Delgado            | 1979               | 1983            | Federación Socialista Andaluza (FSA-PSOE)                       |                                            |
| Gerardo Fernández Delgado            | 1983               | 1985            | Partido Socialista Obrero Español de Andalucía (PSOE-A)         | Hasta su fallecimiento en 1985             |
| Antonio Díaz Berrocal                | 1985               | 1987            | Partido Socialista Obrero Español de Andalucía (PSOE-A)         |                                            |
| Francisco Sánchez Moreno             | 1987               | 1991            | Izquierda Unida Los Verdes-Convocatoria por Andalucía (IULV-CA) |                                            |
| Francisco Sánchez Moreno             | 1991               | 1995            | Izquierda Unida Los Verdes-Convocatoria por Andalucía (IULV-CA) |                                            |
| Antonio José Arjona Fernández        | 1995               | 1999            | Partido Socialista Obrero Español de Andalucía (PSOE-A)         |                                            |
| Antonio José Arjona Fernández        | 1999               | 2003            | Partido Socialista Obrero Español de Andalucía (PSOE-A)         |                                            |
| Francisco Sánchez Moreno             | 2003               | 2007            | Izquierda Unida Los Verdes-Convocatoria por Andalucía (IULV-CA) |                                            |
| Francisco Sánchez Moreno             | 2007               | 2011            | Izquierda Unida Los Verdes-Convocatoria por Andalucía (IULV-CA) |                                            |
| Eugenio Sevillano Ordóñez            | 2011               | 2012            | Partido Socialista Obrero Español de Andalucía (PSOE-A)         | Fin del mandato tras una moción de censura |
| Francisco González Cabello "Huracán" | 2012               | 2015            | Partido Popular Andaluz (PP-A)                                  |                                            |
| Eugenio Sevillano Ordóñez            | 2015               | 2019            | Partido Socialista Obrero Español (PSOE-A)                      |                                            |
| Eugenio Sevillano Ordóñez            | 2019               | 2023            | Partido Socialista Obrero Español (PSOE-A)                      |                                            |
| Eugenio Sevillano Ordóñez            | 2023               | (2027)          | Partido Socialista Obrero Español (PSOE-A)                      |                                            |

## Fiestas
Existen cinco fiestas principales en la localidad, las cuales se celebran anualmente.
A comienzos de año, generalmente el 2 de febrero (aunque a veces celebrada en el fin de semana más cercano), podemos encontrar la Fiesta de la Candelaria. En ella, los vecinos preparan comida y hacen una tradicional quema de monigotes en una gran hoguera que se crea para la ocasión.
Durante la Semana Santa se celebra el Viernes Santo una procesión, siendo esta la única realizada en estas fechas. Como es habitual en desfiles similares, los vecinos acompañan al trono con cirios y velas, iluminando las calles del pueblo.
El segundo fin de semana de mayo se celebra la Romería en honor a la patrona del pueblo, la Virgen de la Oliva. Esta fiesta se celebra en el Parque de Santillán, situado a las afueras del pueblo, hasta donde se traslada la imagen de la patrona en una carreta adornada con flores y acompañada por los vecinos del pueblo. Tras el traslado, que se celebra el sábado por la tarde, hay una verbena popular durante toda la noche. Finalmente, el domingo es tradición que las familias del pueblo realicen un almuerzo en el propio parque, a modo de acampada.
En Mollina se celebran dos ferias cada año, estando bastante próximas temporalmente. En primer lugar podemos encontrar las fiestas mayores, conocidas como la Feria de Agosto. Esta feria se celebra en honor a la Virgen de la Oliva, patrona de la localidad. La noche del 15 de agosto, día principal de las fiestas, se celebra una tradicional procesión por las calles del municipio. Así pues, estas fiestas no tienen una fecha fija, ya que el municipio intenta adaptar las fiestas al fin de semana más cercano a esta fecha, sea el anterior o el posterior. En estas fiestas también se celebra una Feria de Día y la tradicional Feria del Libro, que se organiza de manera ininterrumpida desde el año 1975.
Finalmente, en el segundo fin de semana de septiembre se celebra la Feria de la vendimia, en el entorno de la Plaza de Atenas. En estas fiestas se celebran los intereses económicos y culturales de la localidad, haciendo énfasis en la obtención del vino, uno de los principales motivos de reconocimiento del municipio. También se hace especial énfasis en las actividades culturales, siendo de especial interés el Pregón Inaugural, donde personalidades de la talla de Rafael Alberti o Antonio Gala han dado comienzo a las fiestas.

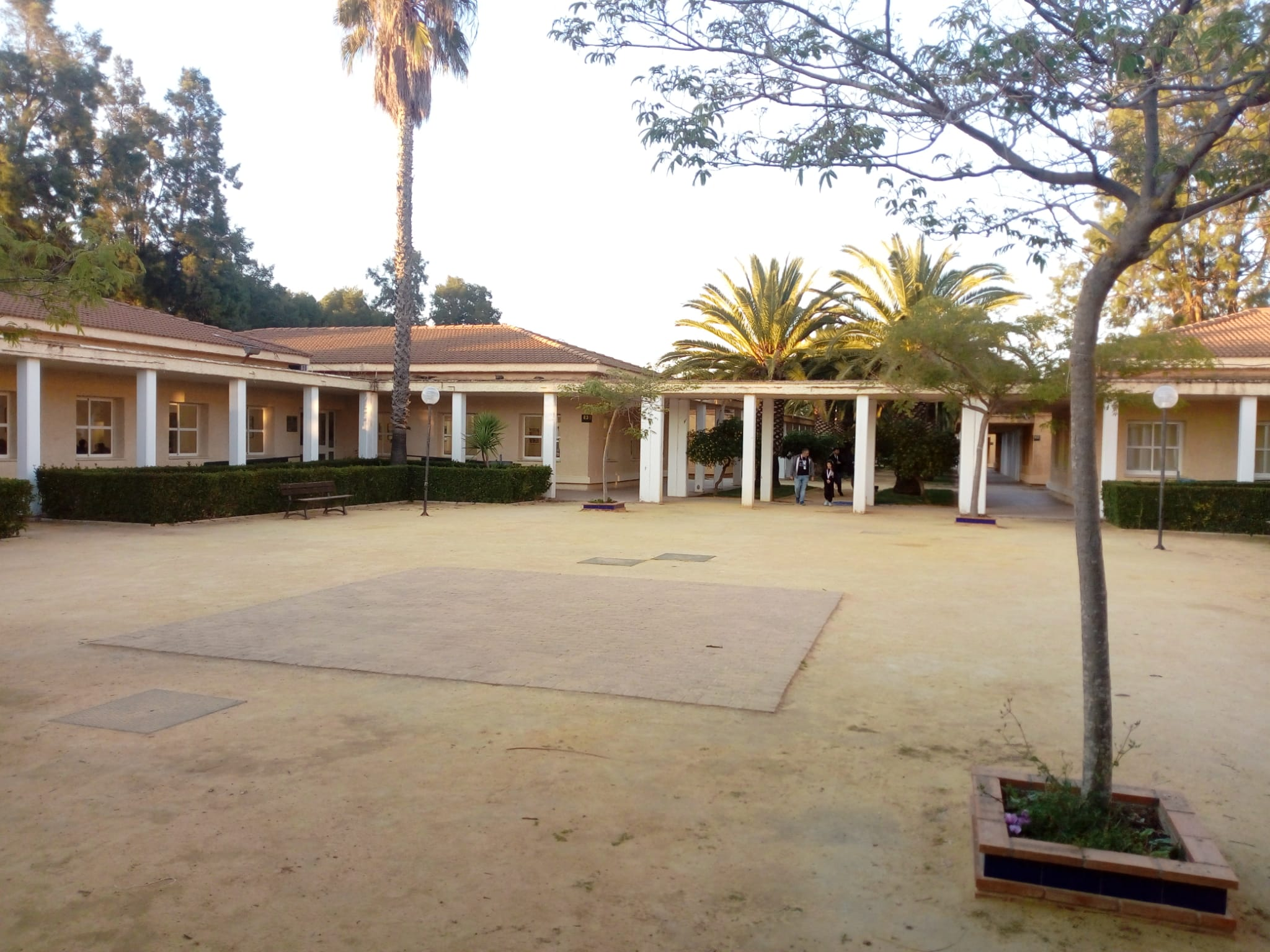
Instalaciones del CEULAJ en Mollina

## Dotaciones
Mollina es sede del Centro Eurolatinoamericano de la Juventud (CEULAJ), un centro de recursos y actividades para la formación y la información juvenil. La mayoría de sus actividades son de ámbito nacional o internacional. 

La localidad cuenta también con un Pabellón Municipal de Deportes, así como con la Biblioteca Pública Municipal "Carlos Cano", inaugurada en 2003. 